# 埃克納赫河
48°27′11″N 11°7′29″E / 48.45306°N 11.12472°E

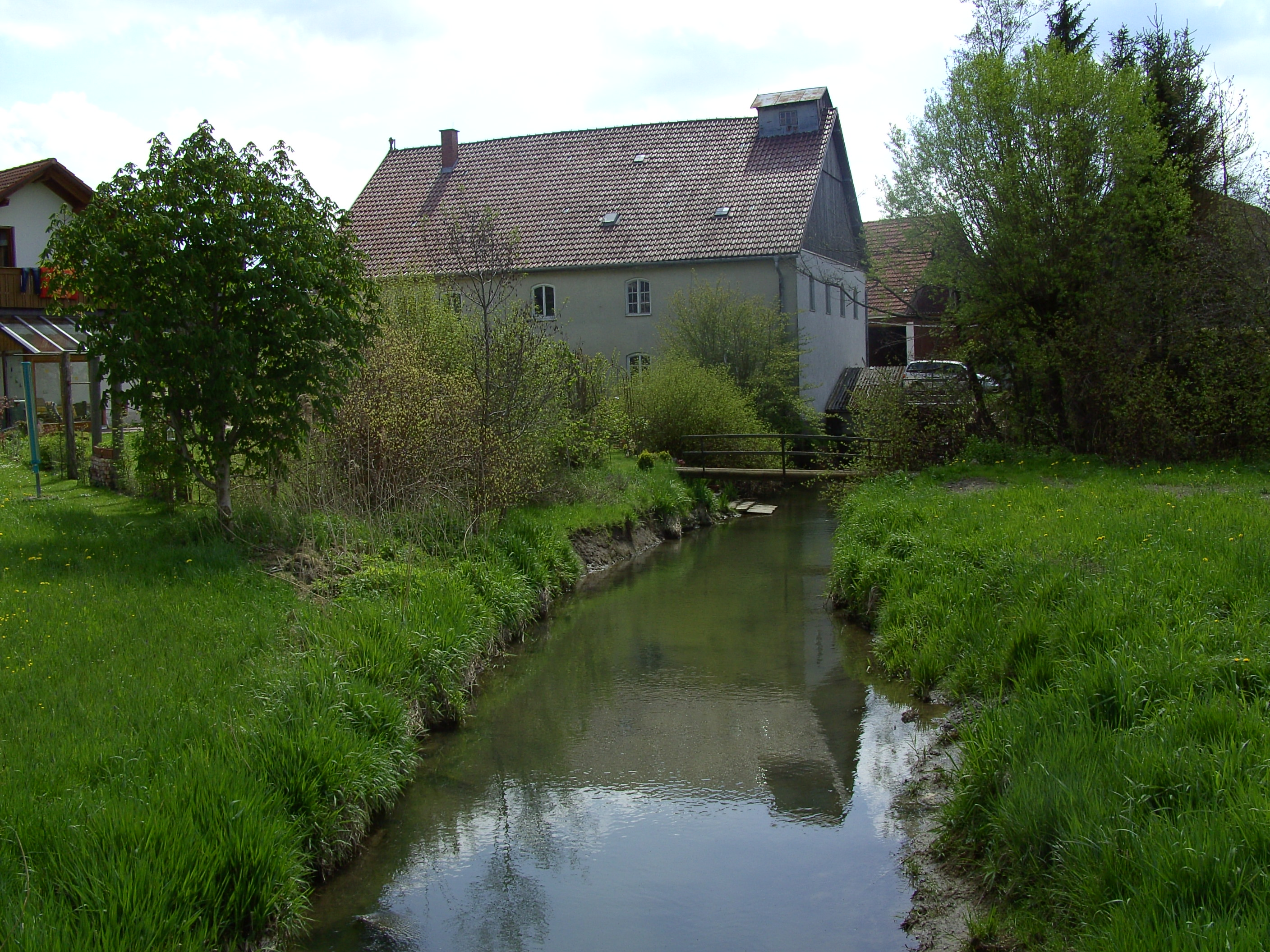
埃克納赫河

埃克納赫河（德語：Ecknach），是德國的河流，位於該國東南部，由巴伐利亞負責管轄，屬於帕爾河的支流，河道全長20.3公里，發源自阿德爾茨豪森附近。